# 韓龍雲
韓龍雲（韓語：한용운；1879年8月29日—1944年6月29日），幼名裕天，字貞玉，號萬海，死後戒名奉玩，本貫清州韓氏。朝鮮僧人和獨立運動家，他以祖國解放和佛教大眾化活動聞名。

## 人物
韓龍雲生於忠清南道洪城郡，6歳時學習儒學、從漢學者學習漢詩等。1905年於雪嶽山百潭寺出家為僧。1911年展開守護朝鮮佛教傳統的臨濟宗運動。1913年發表『朝鮮佛教維新論』。1918年發行月刊『惟心』，主張改革朝鮮佛教和翻譯佛典。
1918年渡日，到東京和京都等全国各地巡回，對日本宗教学校的近代化和社会福利事業十分關心，同時對被殖民下的朝鮮民族的境遇十分關切，参加了東京YMCA的朝鮮獨立運動活動。
1919年朝鮮三一獨立運動爆發時，他作為佛教界代表成為民族代表33人中一員被逮捕，入獄三年，在服刑期滿時發表『對朝鮮獨立的感想』一文。1924年就任朝鮮佛教青年會總裁。
韓龍雲的很多作品涉及民族主義和性行為，1926年出版的詩歌“你的沉默（님의과묵）”後來被評價為戰前韓國文學代表。
1927年結成抗日民族協同戰線『新幹會』，並任中央執行委員兼京城支部會長。
1933年在朝鮮日報連載『黒風』、『鉄血美人』、『薄命』等抗日長編小説。1938年後因朝鮮總督府高揚內鮮一體意識，他因抵制參拜神社入獄。出獄後於1940年展開反對創氏改名運動、1943年反對朝鮮人学徒兵制運動。
1944年6月29日、因中風與營養失調，韓龍雲於京城府東大門區（現在首爾特別市城北區）去世，埋葬於忘憂里公墓。
韓國政府因他的功績，於1962年追贈建國勳章。